# Paradossenus benicito
Espèce
Paradossenus benicito est une espèce d'araignées aranéomorphes de la famille des Trechaleidae.

## Distribution
Cette espèce se rencontre au Brésil au Rondônia et en Bolivie au Beni.

## Description
La carapace du mâle holotype mesure 2,9 mm de long sur 2,3 mm de large et celle de la femelle paratype mesure 2,6 mm de long sur 2,3 mm de large.

## Étymologie
Son nom d'espèce lui a été donné en référence au lieu de sa découverte, le río Benicito.

## Publication originale
- Carico & Silva, 2010 : Taxonomic review of the Neotropical spider genus Paradossenus (Araneae: Lycosoidea: Trechaleidae: Trechaleinae) with a new erection of the subfamily Trechaleinae and a key to included genera. Journal of Arachnology, vol. 38, p. 212-236 (texte intégral).